# Базилио Матранга
Базилио Матранга (на италиански: Basilio Matranga) е арбърешки италиански римокатолически духовник от XVIII век, титулярен охридски архиепископ и мисионер в Албания.

## Биография
Роден е в 1677 година в албанската колония на остров Сицилия Пиана дей Гречи. Влиза в ордена на Свети Василий. Служи във василианския манастир в Медзоюзо. Конгрегацията за разпространение на вярата го изпраща на мисия в Химара, Албания заедно с ученика му Джузепе Скиро. През септември 1714 година е назначен за апостолически викарий. На 19 август 1715 година е ръкоположен за титулярен дионисийски епископ. Ръкополагането му е извършено от драчкия архиепископ Филотео Заси. В 1719 година подава оставка като апостолически викарий по здравословни причини. На 7 октомври 1726 година става титулярен охридски архиепископ.
Умира на 7 април 1748 година.